# William Hillebrand
Wilhelm (anglicizzato William) Hillebrand (Nieheim, 13 novembre 1821 – Heidelberg, 13 luglio 1886) è stato un botanico e medico tedesco naturalizzato hawaiiano.

## Biografia
Hillebrand nacque a Nieheim, in Germania. Suo padre Franz Joseph Hillebrandfu un modesto giurista. Wilhelm studiò medicina a Heidelberg e a Berlino, ma lavorò dapprima a Paderborn. Intraprese viaggi alla volta di Australia e Filippine.
Si spostò poi a San Francisco e arrivò alle Hawaii il 22 dicembre 1850. Vi visse per 20 anni. Uomo di smisurata cultura, fu buon poliglotta e seppe parlare alla perfezione lingua hawaiiana, tedesca, francese, inglese e latino.
Hillebrand sposò la figliastra dello studioso Wesley Newcomb. Una grande opera di Hillebrand fu la plantumazione, autorizzata dalla regina delle Hawaii, di 13 acri di terreno incolto che vendette nel 1880 a Mary Foster, la quale lo lasciò in dono alla città di Honolulu e oggi forma il  Foster Botanical Garden. Lo scienziato fu medico al Centro ospedaliero delle Hawaii dal 1860 al 1871 e, in seguito, divenne Medico Reale.
Il lavoro di Hillebrand si volse allo studio della lebbra, a ricerche sulle piantagioni da zucchero e alla ricerca di piante ed animali rari.